# シェヴェル (バンド)
シェヴェル（Chevelle）は、アメリカ合衆国のロックバンド。バンド名はシボレー・シェベルに由来する。

## 来歴
1995年にシカゴ郊外のグレイズレイクにて結成。結成当初はピート・レフラー、サム・レフラー、ジョー・レフラーの3兄弟による３ピースバンドであった。
1999年にスティーヴ・アルビニ録音のファースト・アルバム『ポイント・ナンバー・ワン』をコンテンポラリー・クリスチャン・ミュージックのレーベルであるSquint Entertainmentよりリリースしてデビュー。エピック・レコードと契約して2002年にセカンド・アルバム『ワンダー・ホワッツ・ネクスト』をリリースすると、全米14位に達し、アメリカだけで100万枚のセールスを記録。続く2004年のサード・アルバム『ディス・タイプ・オヴ・シンキング (クッド・ドゥ・アス・イン)』は全米8位を記録、ゴールド(50万枚)に認定された。2005年にジョーが脱退(バンドメンバーの話が異なるため、ジョーが解雇されたのか、それとも自らの意思でバンドを脱退したのかは不明である。)。後任としてピートとサムの義兄であるディーン・ベルナルディーニが加入して2007年に4枚目のアルバム『Vena Sera』をリリースし、全米12位を記録。以後はこのメンバーで順調にリリースを重ねている。
音楽的に影響を受けたバンドとしてヘルメット、トゥール、ザ・キュアーなどを挙げている。「Mia」のミュージック・ビデオはトゥールの影響が強く出ており、ピート・レフラーの声質もメイナード・ジェームス・キーナンに少し似ていることなどからトゥールとはよく比較される。
スタイルとしてはオルタナティヴメタル、ポスト・グランジ、ハードロックの他、ニュー・メタルにも分類されることが多い。
アメリカ国内だけで400万枚以上のアルバムを売り上げている。

## メンバー

### 現メンバー
- ピート・レフラー (Pete Loeffler) - ギター、ボーカル (1995年–現在)、ベース (2019年–現在)
レフラー3兄弟の2男。
- サム・レフラー (Sam Loeffler) - ドラムス (1995年–現在)
レフラー3兄弟の長男。

### 現ツアー・メンバー
- ケンブル・ウォルターズ (Kemble Walters) - ベース (2021年–現在)

### 旧メンバー
- マット・スコット (Matt Scott) - ベース (1995年–1996年)
- ジョー・レフラー (Joe Loeffler) - ベース (1996年–2005年)
レフラー3兄弟の3男。
- ディーン・ベルナルディーニ (Dean Bernardini) - ベース (2005年–2019年)

### 旧ツアー・メンバー
- ジノ・レナード (Geno Lenardo) - ベース (2005年)

## ディスコグラフィ

### スタジオ・アルバム
| 年                                         | アルバムデータ | チャート最高位 | チャート最高位 | チャート最高位 | チャート最高位 | チャート最高位   | チャート最高位 | チャート最高位 |      | 認定             |             |
| 年                                         | アルバムデータ | 全米           | 全米オルタナ   | 全米カタログ   | 全米デジタル   | 全米ハードロック | 全米ロック     | カナダ         | 全豪 | 認定             | セールス    |
| ------------------------------------------ | --- | -------------- | -------------- | -------------- | -------------- | ---------------- | -------------- | -------------- | ---- | ---------------- | ----------- |
| 1999                                       | ポイント・ナンバー・ワン - Point No. 1 - 発売日: 1999年5月18日 - レーベル: Squint - フォーマット: CS, CD                                                                 | —              | —              | —              | —              | —                | —              | —              | —    |                  |             |
| 2002                                       | ワンダー・ホワッツ・ネクスト - Wonder What's Next - 発売日: 2002年10月8日 - レーベル: Epic - フォーマット: LP, CD, CS                                                    | 14             | —              | 39             | —              | —                | —              | —              | —    | - RIAA: プラチナ |             |
| 2004                                       | ディス・タイプ・オヴ・シンキング (クッド・ドゥ・アス・イン) - This Type of Thinking (Could Do Us In) - 発売日: 2004年9月21日 - レーベル: Epic - フォーマット: CD, CS, LP | 8              | —              | —              | —              | —                | —              | —              | —    | - RIAA: ゴールド |             |
| 2007                                       | Vena Sera - 発売日: 2007年4月3日 - レーベル: Epic - フォーマット: CD | 12             | —              | —              | 12             | —                | 2              | —              | —    |                  |             |
| 2009                                       | Sci-Fi Crimes - 発売日: 2009年8月31日 - レーベル: Epic - フォーマット: CD                                                                                                | 6              | 1              | —              | 3              | 1                | 3              | 21             | —    |                  | US: 250,000 |
| 2011                                       | Hats Off to the Bull - 発売日: 2011年12月6日 - レーベル: Epic - フォーマット: CD                                                                                         | 20             | 5              | —              | 7              | 3                | 5              | —              | —    |                  | US: 200,000 |
| 2014                                       | La Gárgola - 発売日: 2014年4月1日 - レーベル: Epic - フォーマット: CD | 3              | 1              | —              | 4              | 1                | 1              | 9              | —    |                  |             |
| 2016                                       | The North Corridor - 発売日: 2016年7月8日 - レーベル: Epic - フォーマット: CD, LP                                                                                        | 8              | 1              | —              | 3              | 1                | 1              | 19             | 69   |                  |             |
| 2021                                       | Niratias - 発売日: 2021年3月5日 - レーベル: Epic - フォーマット: CD, LP                                                                                                  | 9              | 1              | —              | 1              | 1                | 1              | 68             | —    |                  |             |
| "—" は未発売またはチャート圏外を意味する。 | |                |                |                |                |                  |                |                |      |                  |             |